# موشاو

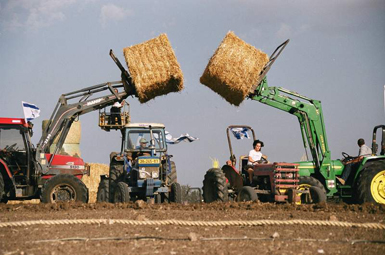

موشاو (به عبری: מושב) نوعی روستا و محل سکونت در اسرائیل است که با «مزرعه اشتراکی» کشاورزی اداره می‌شود و در آن هر خانواده مزرعه و خانه خویش را در تملک دارد، ولی برخی از وسایل تولیدی روستا به‌طور اشتراکی در اختیار همه ساکنان موشاو قرار دارد.
در حال حاضر در اسرائیل ۴۵۲ موشاو وجود دارد که در هریک از آنها نزدیک به ۶۰ خانوار یا بیشتر زندگی می‌کنند. ساکنان موشاوها حدود ۳٫۳ درصد جمعیت اسرائیل را تشکیل می‌دهند.
به‌طور کلی واحدهای کشاورزی مالکیت اشتراکی مانند موشاو و کیبوتص، بخش بزرگی از مجموعه تولیدات زراعی اسرائیل را فراهم می‌آورند.